# Ophidiogorgia kuekenthali
Ophidiogorgia kuekenthali is een zachte koraalsoort uit de familie Primnoidae. De koraalsoort komt uit het geslacht Ophidiogorgia. Ophidiogorgia kuekenthali werd in 1913 voor het eerst wetenschappelijk beschreven door Gravier. 